# C/2013 R1 (Lovejoy)
C/2013 R1 (Lovejoy) ist ein Komet, der in den Jahren 2013 und 2014 beobachtet werden konnte.

## Entdeckung und Beobachtung
Der australische Amateurastronom Terry Lovejoy, der zuvor bereits drei Kometen gefunden hatte, entdeckte diesen Kometen auf mehreren Bildern seines 20-cm-Teleskops, die er am 7. und 8. September 2013 anfertigte. Der Komet besaß zu diesem Zeitpunkt eine Helligkeit von etwa 14 mag und befand sich im Sternbild Orion. Erste Abschätzungen ließen für den Zeitpunkt seiner Annäherung an Sonne und Erde eine Helligkeit von 8 mag erwarten, der Komet wäre damit ein teleskopisches Objekt geblieben.
Seine Helligkeit entwickelte sich jedoch ungewöhnlich stark und so konnte er bereits Anfang November erstmals mit bloßem Auge gesehen werden. Bis Ende November stieg die Helligkeit des Kometen bis auf etwa 4,5 mag an und wurde dann wieder langsam geringer. Mitte Dezember konnte auch ein Schweif von 2–3° Länge beobachtet werden. Ende Januar 2014 betrug die Helligkeit noch 7 mag, teleskopisch wurde der Komet noch bis zum September 2014 beobachtet.
Während der Sichtbarkeit des Kometen Lovejoy waren auch noch drei andere ähnlich helle Kometen mit Helligkeiten zwischen 8 und 10 mag am Morgenhimmel zu beobachten, so standen der Komet Lovejoy und der Komet C/2012 S1 (ISON) für Beobachter auf der Erde am 19. Dezember 2013 nur in einem Winkelabstand von etwa 9,5° voneinander. Am 7. Februar 2014 näherte sich der Komet Lovejoy dem Kometen C/2012 X1 (LINEAR) sogar bis auf einen Winkelabstand von etwa 2,1° an, so dass beide gemeinsam in einem Fernglas beobachtet werden konnten. Der kurzperiodische Komet 2P/Encke stand dagegen am 10. Februar mit einem kleinsten Winkelabstand von etwa 44° weit entfernt am Himmel.
Lovejoy erhielt dafür im Jahr 2014 gemeinsam mit 10 Entdeckern anderer Kometen den Edgar Wilson Award.

## Wissenschaftliche Auswertung
Mit dem 30-m-Radioteleskop des  Instituts für Radioastronomie im Millimeterbereich (IRAM) wurde bei dem Kometen das Vorkommen von Molekülen wie HCN, HNC und Methanol in der Koma nachgewiesen. Mit dem gleichen Radioteleskop wurden in einem anderen Experiment auch Ethylenglycol und Formamid in ähnlichen Konzentration nachgewiesen wie zuvor bereits bei C/1995 O1 (Hale-Bopp). Darüber hinaus wurde auch Ameisensäure and Acetaldehyd gefunden. Auch am Weltraumobservatorium Onsala wurde die Produktionsrate und die relative Häufigkeit von HCN im Vergleich zu Wasser gemessen.
Mit dem HARPS-N Échelle-Spektrographen am 3,5-m-Teleskop Telescopio Nazionale Galileo (TNG) auf La Palma wurden hochaufgelöste Spektren gewonnen, mit denen die Produktionsraten von C2 und NH2 gemessen wurden und das Verhältnis der Isotope 12C/13C und 14N/15N bestimmt werden konnte. Auch mit dem hochauflösenden Spektrographen WINERED am 1,3-m-Araki-Teleskop des Koyama Astronomical Observatory in Japan wurden ähnliche Messungen durchgeführt.
Mit dem 0,6-m-Teleskop TRAPPIST (TRAnsiting Planets and PlanetesImals Small Telescope) des La-Silla-Observatoriums in Chile wurde über einen Zeitraum von 4 Monaten die Ausgasungsrate von Molekülen wie OH, NH, CN, C3 und C2, sowie die Produktionsrate von Staub gemessen. Auch mit dem NIRSPEC (Near Infra-Red Spektrograph) am Keck-Observatorium auf dem Mauna Kea wurden die Produktionsraten und andere Parameter verschiedener Gase in der Kometenkoma untersucht. Dabei wurde gefunden, das der Komet Lovejoy besonders reich an Kohlenstoffmonoxid (CO) ist.
Mit der Solar Wind Anisotropies (SWAN)-Kamera an Bord des Solar and Heliospheric Observatory (SOHO) wurden Aufnahmen gemacht, aus denen die Produktionsrate von Wasser in Abhängigkeit vom Sonnenabstand des Kometen abgeleitet wurde.
Polarimetrische Messungen des Kometen wurden am Nationalen Astronomischen Observatorium Rožen in Bulgarien durchgeführt.
Mit einer neuartigen Methode, bei der aus der gemessenen Helligkeitsverteilung in der Koma durch ein mathematisches Modell auf die absolute Helligkeit des Kerns geschlossen wird, wurde aus einer photometrischen Beobachtung des Kometen vom 1. November 2013 ein effektiver Durchmesser des Kerns von 2,5 ± 0,2 km abgeleitet.
Zwischen 2011 und 2020 wurden am Olmen Observatory in Belgien 119 Kometen photometrisch beobachtet, unter den langperiodischen auch vom September 2013 bis Juni 2014 der Komet Lovejoy. Die Aktivität des Kometen im Maß seiner Staubproduktion wurde dabei als „stark“ gefunden.

## Umlaufbahn
Für den Kometen konnte aus 3894 Beobachtungsdaten über einen Zeitraum von etwas über einem Jahr eine langgestreckte elliptische Umlaufbahn bestimmt werden, die um rund 64° gegen die Ekliptik geneigt ist. Die Bahn des Kometen verläuft damit schräg gestellt gegen die Bahnebenen der Planeten. Im sonnennächsten Punkt (Perihel), den der Komet am 22. Dezember 2013 durchlaufen hat, war er etwa 121,5 Mio. km von der Sonne entfernt und befand sich im Bereich zwischen den Umlaufbahnen der Venus und der Erde. 
Während seines Fluges durch das innere Sonnensystem gelang es dem Kometen, größeren Annäherungen an fast alle Planeten aus dem Weg zu gehen. Mars und Merkur kam er nicht nennenswert nahe, nur der Erde näherte er sich am 19. November 2013 bis auf etwa 59,3 Mio. km (0,40 AE) und am 5. Dezember passierte er die Venus in etwa 100,1 Mio. km Abstand.
In der Nähe des aufsteigenden Knotens seiner Bahn hatte der Komet sich um den 10. November 2013 sogar bis auf etwa 21,9 Mio. km (0,15 AE) der Erdbahn angenähert, die Erde erreichte diese Stelle ihrer Bahn aber erst am 3. Dezember.
Nach den mit einer gewissen Unsicherheit behafteten Bahnelementen, und ohne Berücksichtigung von nicht-gravitativen Kräften auf den Kometen, hatte seine Bahn vor seiner Annäherung an das innere Sonnensystem noch eine Exzentrizität von etwa 0,99777 und eine Große Halbachse von etwa 363 AE, so dass seine Umlaufzeit bei etwa 6920 Jahren lag. Durch die Anziehungskraft der Planeten, insbesondere durch relativ weite Vorbeigänge am Jupiter am 29. September 2013 in etwa 4 AE Abstand und am Saturn am 24. November 2015 in etwa 5 ½ AE Distanz, wurde seine Bahnexzentrizität auf etwa 0,99806 und seine Große Halbachse auf etwa 418 AE vergrößert, so dass sich seine Umlaufzeit auf etwa 8540 Jahre erhöht.
Nach den Bahnelementen, wie sie S. Yoshida auf seiner Homepage angibt, und die auch nicht-gravitative Kräfte berücksichtigen, würden sich für die ursprüngliche und zukünftige Bahn leicht andere Werte ergeben, so hätte die Bahn des Kometen vor seiner Annäherung an das innere Sonnensystem noch eine Exzentrizität von etwa 0,99779 und eine Große Halbachse von etwa 366 AE gehabt, so dass seine Umlaufzeit bei etwa 7010 Jahren gelegen hätte. Seine zukünftige Umlaufbahn hätte eine Bahnexzentrizität von etwa 0,99803 und eine Große Halbachse von etwa 410 AE, so dass seine Umlaufzeit etwa 8300 Jahre betragen würde.